# Radomír Vašek
Radomír Vašek, né le 23 septembre 1972 à Valašské Meziříčí, est un entraîneur et ancien joueur de tennis professionnel tchèque. Il atteint les seizièmes de finale des Internationaux de France de tennis en 1994.

## Palmarès

### Finale perdue en simple (1)
| No | Date       | Nom et lieu du tournoi   | Catégorie    | Dotation  | Surface    | Vainqueur     | Score    |  |
| -- | ---------- | ------------------------ | ------------ | --------- | ---------- | ------------- | -------- |  |
| 1  | 09-01-1995 | Indonesian Open, Jakarta | World Series | 303 000 $ | Dur (ext.) | Paul Haarhuis | 7-5, 7-5 |  |

## Parcours dans les tournois duGrand Chelem

### En simple
| Année | Open d'Australie | Open d'Australie   | Internationaux de France | Internationaux de France | Wimbledon       | Wimbledon      | US Open         | US Open           |
| ----- | ---------------- | ------------------ | ------------------------ | ------------------------ | --------------- | -------------- | --------------- | ----------------- |
| 1994  | —                | —                  | 3e tour (1/16)           | Aaron Krickstein         | —               | —              | —               | —                 |
| 1995  | 2e tour (1/32)   | Karel Nováček      | 1er tour (1/64)          | Donald Johnson           | 1er tour (1/64) | Jonathan Stark | 1er tour (1/64) | Jason Stoltenberg |
| 1996  | —                | —                  | —                        | —                        | —               | —              | —               | —                 |
| 1997  | —                | —                  | —                        | —                        | —               | —              | —               | —                 |
| 1998  | 1er tour (1/64)  | MaliVai Washington | —                        | —                        | 2e tour (1/32)  | Félix Mantilla | —               | —                 |

N.B. : à droite du résultat se trouve le nom de l'ultime adversaire.

### En double
N'a jamais participé à un tableau final